# Puente de Salginatobel
El puente de Salginatobel es un puente en arco de hormigón armado diseñado por el renombrado ingeniero suizo Robert Maillart. Se construyó atravesando un valle alpino en Schiers, Suiza, entre 1929 y 1930. En 1991 se le declara International Historic Civil Engineering Landmark.
Su fama en la ingeniería civil radica en las técnicas empleadas y en la elegancia de su diseño más que en su funcionalidad. A pesar de dar servicio a una población de apenas 2500 personas, se ha convertido en lugar de peregrinación para ingenieros de todo el mundo.

## Diseño e historia
Maillart ya había diseñado un puente en arco triarticulado sobre el río Rin en Tavanasa en 1904. En el puente de Tavanasa, con un vano de 51 m, el arco es más delgado en la clave y en los apoyos y más grueso en las zonas intermedias, reflejando así el diagrama de momentos flectores. Este puente fue destruido por una avalancha en septiembre de 1927. A pesar de que Maillart no ganó el contrato para reemplazar el puente, participó al año siguiente en un concurso para construir el puente de Salginatobel con un arco triarticulado para un vano de 90 m que presentaba la misma forma que el puente de Tavanasa. La propuesta de Maillart, en asociación con el constructor Florian Frader, fue la más barata de las diecinueve presentadas.
El arco del puente de Salginatobel tiene 133 m de longitud y su elemento principal es una viga cajón hueca de hormigón sobre la parte central del arco. Sobre el puente pasa una carretera de 3,5 m de ancho que descansa sobre pilares de hormigón armado que parten de la zona superior del arco.
El puente fue inaugurado oficialmente el 18 de agosto de 1930. A pesar de considerarse una obra pionera, algunos de sus elementos carecen de la durabilidad necesaria, tal es el caso de una superficie no impermeable, unos recubrimientos de hormigón escasos y un drenaje insuficiente. En 1975 y 1976 fue ampliamente reparado, los pretiles se modificaron y se impermeabilizó. Sin embargo, hacia 1991, el deterioro había continuado su avance y los pretiles se encontraban en una situación de inseguridad. La impermeabilización y el drenaje fueron sustituidos y corregidos, y la mayor parte de la superficie de hormigón fue retirada y reemplazada por hormigón proyectado y los pretiles fueron completamente reconstruidos. Esta reparación finalizó en 1998 y tuvo un coste de 1,3 millones de dólares.

## Críticas y alabanzas
- En 1947 el puente fue recogido junto con otras obras de Maillart en una exposición durante cuatro meses en el Museo de Arte Moderno de Nueva York[6][7]
- El puente de Salginatobel fue incluido en la lista de Lugares de Interés del Patrimonio Nacional de Suiza.[8]
- En 1991 fue incluido en la lista de International Historic Civil Engineering Landmark por la American Society of Civil Engineers (Sociedad Americana de Ingenieros Civiles).

El puente ha recibido una amplia atención por su diseño innovador y su construcción, incluyendo considerables elogios de otros ingenieros de puentes, arquitectos e historiadores arquitectónicos.
En 2000, Heinrich Figi dijo: «Desde un punto de vista conceptual, el puente de Salginatobel es una estructura excelente».
David P. Billington ha sido particularmente entusiasta con respecto al puente: «Su elegancia visual... va unida a su brillantez técnica», «Semejante obra de Maillart, que se encuentra en la cima de los logros ingenieriles y es una obra de arte, debe ser protegida».
El ingeniero alemán Fritz Leonhardt sugirió que: «Estos puentes en arco del tipo de Maillart sólo quedan bien en situaciones especiales, como aquí sobre un cañón y con un fondo montañoso».
Maillart no quedó completamente satisfecho con el puente, escribiendo después de su finalización que su intradós debió ser apuntado en lugar de completamente curvo, si se hubieran seguido adecuadamente sus análisis estructurales: «Incluso el puente de Salginatobel no puede atribuirse a una completa sinceridad de la forma. Es más, si consideramos simultáneamente las cargas permanentes y variables, las curvas extremas de presiones ejercidas forman dos superficies lenticulares cuyos contornos inferiores concurren en un ángulo agudo».

## Estructura

Esquema del puente Salginatobel.

## Galería de imágenes
|               |
| Vista sureste |

|                              |
| Viga cajón hueca de hormigón |

|         |
| El arco |

|                        |
| Vista desde un estribo |

|               |
| Vista sureste |

|         |
| Calzada |